# 13 avril 1945
Le 13 avril 1945 est le 103e jour de l’année 1945 du calendrier grégorien. Il s’agit d’un vendredi.

## Événements
- Fin de l'Offensive de Vienne. Les garnisons allemandes, à court de munitions et dépassées numériquement, se rendent à l'Armée rouge.
- Directive du Gauleiter de Westphalie-Sud, Albert Hoffmann, ordonnant de sa propre autorité, la dissolution du parti national-socialiste des Travailleurs Allemands, dans son Gau[1].
- La 190e division d'infanterie allemande est détruite dans la poche de la Ruhr.
- Début de la Bataille de Groningue opposant l'armée canadienne et l'armée allemande. Le 16 avril 1945, la ville de Groningue est libérée, mettant fin à l'une des dernières zones d'occupation allemandes aux Pays-Bas[2]

## Naissances
- Edwige Avice, femme politique française, nommée plusieurs fois ministre lors des deux mandats de François Mitterrand
- Donald Pelotte, troisième évêque catholique du Diocèse du Nouveau-Mexique des États-Unis[3]
- Joaquim Ferreira do Amaral, homme politique portugais

## Décès
- Ernst Cassirer, philosophe allemand, naturalisé suédois, représentant d'une variété de néo-kantisme, courant fondé par Paul Natorp et Hermann Cohen, développé dans ce qu'on appelle aujourd'hui l'école de Marbourg.
- Carl Moll, peintre et directeur de galerie autrichien. Il est un des cofondateurs de la Sezession, courant autrichien de l'Art nouveau, avec Gustav Klimt[4].
- Simone Michel-Lévy, résistante française, pendue au camp de Flossenbürg en Bavière. Elle est l'une des six femmes nommées compagnons de la Libération par le général de Gaulle.